# The Odyssey (Arrow)
The Odyssey es el décimo cuarto episodio de la primera temporada de la serie estadounidense de drama y ciencia ficción, Arrow. El episodio fue escrito por Andrew Kreisberg y Marc Guggenheim, basados en la historia de Greg Berlanti y Andrew Kreisberg; dirigido por Guy Bee y estrenado el 13 de febrero de 2013 en Estados Unidos por la cadena CW. En Latinoamérica, Warner Channel estrenó el episodio el 4 de marzo de 2013.
Después de que Moira le disparase, hiriéndole, Oliver busca la ayuda de Felicity. Diggle se sorprende al ver a la chica llegar a la guarida arrastrando a un moribundo Oliver. Entonces, Felicity y Diggle consiguen salvarle la vida. Mientras se encuentra entre la vida y la muerte, Oliver recuerda un acontecimiento crucial en la isla.

## Argumento
Mientras se enfrenta a su madre, Oliver baja la guardia y Moira consigue tomar un arma y dispararle. Oliver busca la ayuda de Felicity, revelándole su secreto y le pide que lo lleve a su guarida. Diggle se sorprende al ver a la chica llegar a la guarida arrastrando a un moribundo Oliver. Ambos intentan salvarle la vida. Diggle logra extraer la bala y tras un pequeño susto, logran estabilizar a Oliver.
Mientras se encuentra entre la vida y la muerte, Oliver recuerda un acontecimiento crucial en la isla: Slade Wilson comienza a entrenar a Oliver para un asalto a un avión de suministros que está a punto de llegar a la isla y que Slade se propone utilizar para escapar de ella. También le informa a Oliver que el hombre que lo torturó es su antiguo compañero, Billy Wintergreen. Billy traicionó a Slade y se unió Fyers. Tras infiltrarse con éxito la pista de aterrizaje, Slade revela sus planes de enviar un ataque aéreo para acabar con toda la operación de Fyers. Oliver se dirige a encontrar Yao Fei y salvarlo del ataque pero es recapturado por Fyers. Antes de que Oliver sea ejecutado, Slade llega a rescatarlo y asesina a su antiguo compañero. A pesar de que perdieron el avión de suministro, Slade y Oliver deciden seguir trabajando juntos para detener Fyers y salir de la isla. También se revela que Yao Fei cambió de bando para mantener a salvo a su hija, Shado que está cautiva en el campamento de Fyers.
Oliver le pide a Felicity que se una a él y Diggle. La chica acepta pero solo hasta encontrar a Walter. Diggle se compromete a retroceder en la búsqueda de pruebas encontra de Moira, siguiendo las demandas de Oliver pero sigue siendo escéptico sobre la conexión de su madre a la lista de nombres de su padre.

## Elenco
- Stephen Amell como Oliver Queen.
- Katie Cassidy como Dinah Laurel Lance.
- Colin Donnell como Tommy Merlyn. (crédito solamente)
- David Ramsey como John Diggle.
- Willa Holland como Thea Queen.
- Susanna Thompson como Moira Queen.
- Paul Blackthorne como el detective Quentin Lance.

## Continuidad
- Es el quinto episodio en el que un personaje principal está ausente.

- Es el segundo episodio en el que Tommy Merlyn está ausente.

- Felicity Smoak, Yao Fei y Edward Fyers fueron vistos anteriormente en Vertigo.
- El episodio marca la primera aparición de Shado.
- Es el primer episodio en tener una trama centrada en los sucesos de la isla.
- Felicity Smoak se convierte en la cuarta persona en conocer la verdadera identidad de El Vigilante, siendo John Diggle, Derek Reston y Helena Bertinelli las primeras tres.
- Felicity se une al equipo del vigilante en este episodio, para descubrir el paradero de Walter Steele.

## Desarrollo

### Producción
La producción de este episodio comenzó el 28 de noviembre y terminó el 6 de diciembre de 2012.

### Filmación
El episodio fue filmado del 7 al 14 de diciembre de 2012 y el 3 y 4 de enero de 2013.

### Casting
El 30 de noviembre se dio a conocer que la producción estaba en busca de una actriz para interpretar a Shado, una arquera y artista marcial cuyo propósito es vengarse de aquellos que deshonraron a su padre, más tarde, se informó que Celina Jade sería la encargada de dar vida al personaje.

## Recepción

### Recepción de la crítica
Jesse Schedeen de IGN, calificó al episodio como sorprendente y le otorgó una puntuación de 9.4, comentando:"The Odyssey dio respuestas a algunas preguntas clave. En primer lugar, hemos aprendido más acerca de los gemelos Deathstroke y su relación. Además fue refrescante que las escenas en el presente se fueran al asiento trasero, por una vez, las escenas tenían su atractivo también. Nunca he sido fanático del personaje de Felicitiy Smoak. Pero ella tenía una dinámica agradable cuando se combinó con Diggle esta semana. Aun así, Felicity es por sí misma una chica ordinaria de TI, y tiene que convertirse en otra persona. Tiene que convertirse en algo más. Por último, vale la pena mencionar la actuación de Stephen Amell esta semana. Por mucho que Bennett tiende a robar cámara cada vez que está en pantalla, Amell también dio una buena muestra en un puñado de escenas intensamente dramáticas. Su sentido del conflicto era palpable cuando sostuvo la flecha apuntando a su madre. Y su crisis sin palabras al escuchar la voz de Laurel en el teléfono fue desgarradora. En más de un sentido, este episodio demuestra que hay un montón de buen drama que se tiene de los flashbacks, a pesar de que sabemos cuánto tiempo quedará atrapado Ollie en la isla y cómo hace su escape. E incluso este episodio centrado en flashbacks deja un montón de material para explorar esta temporada".
Sean Farren, de Examiner.com le dio al episodio cinco estrellas, diciendo: "The Odyssey es uno de los episodios más fuertes de la temporada. Stephen Amell, David Ramsey y Emily Bett Rickards son excepcionales con giros fantásticos adicionales del resto de los personajes secundarios (sobre todo Manu Bennett como Slade Wilson). Llevar un cómic a la vida puede ser una empresa difícil, especialmente con las limitaciones presupuestarias de la televisión. Arrow combina sabiamente acción con el maravilloso desarrollo del personaje que trasciende el medio para este tipo de series. También han montado un elenco de clase mundial encabezado por Amell, que trae un buen equilibrio de firmeza y humor para el papel de Oliver.

### Recepción del público
El episodio fue visto por 3.29 millones de espectadores, recibiendo 1.1 millones entre los espectadores entre 18-49 años.